# Dymasius mandibularis
Dymasius mandibularis är en skalbaggsart som först beskrevs av Charles Joseph Gahan 1891.  Dymasius mandibularis ingår i släktet Dymasius och familjen långhorningar. Inga underarter finns listade i Catalogue of Life.

## Bildgalleri

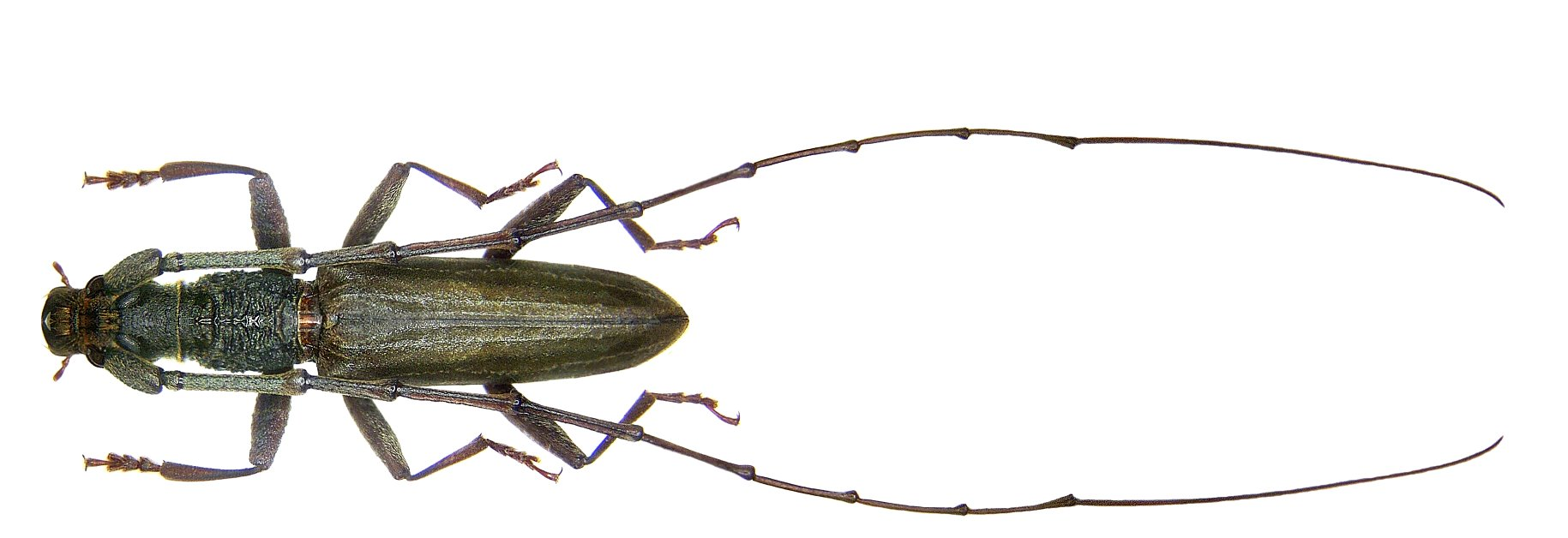